# Tứ Dương
Tứ Dương (chữ Hán phồn thể:泗陽縣, chữ Hán giản thể: 泗阳县) là một huyện thuộc địa cấp thị Tú Thiên, tỉnh Giang Tô, Cộng hòa Nhân dân Trung Hoa. Huyện này có diện tích 1418 ki-lô-mét vuông, dân số 950.000 người. Thời Tây Hán, thành đô của vương quốc Tứ Thủy nằm ở đây. Trước thời nhà Thanh huyện này có tên huyện Đào Nguyên thuộc phủ Hoài An. Do trùng tên với huyện Đào Nguyên của Hồ Nam nên năm 1914 đổi tên thành huyện Tứ Dương. Năm 1996 huyện này chuyển cho địa cấp thị Hoài Âm nhưng sau đó chuyển sang địa cấp thị Túc Thiên.

## Khí hậu
| Dữ liệu khí hậu của Tứ Dương, elevation 15 m (49 ft), (1991–2020 normals, extremes 1981–present) | Dữ liệu khí hậu của Tứ Dương, elevation 15 m (49 ft), (1991–2020 normals, extremes 1981–present) | Dữ liệu khí hậu của Tứ Dương, elevation 15 m (49 ft), (1991–2020 normals, extremes 1981–present) | Dữ liệu khí hậu của Tứ Dương, elevation 15 m (49 ft), (1991–2020 normals, extremes 1981–present) | Dữ liệu khí hậu của Tứ Dương, elevation 15 m (49 ft), (1991–2020 normals, extremes 1981–present) | Dữ liệu khí hậu của Tứ Dương, elevation 15 m (49 ft), (1991–2020 normals, extremes 1981–present) | Dữ liệu khí hậu của Tứ Dương, elevation 15 m (49 ft), (1991–2020 normals, extremes 1981–present) | Dữ liệu khí hậu của Tứ Dương, elevation 15 m (49 ft), (1991–2020 normals, extremes 1981–present) | Dữ liệu khí hậu của Tứ Dương, elevation 15 m (49 ft), (1991–2020 normals, extremes 1981–present) | Dữ liệu khí hậu của Tứ Dương, elevation 15 m (49 ft), (1991–2020 normals, extremes 1981–present) | Dữ liệu khí hậu của Tứ Dương, elevation 15 m (49 ft), (1991–2020 normals, extremes 1981–present) | Dữ liệu khí hậu của Tứ Dương, elevation 15 m (49 ft), (1991–2020 normals, extremes 1981–present) | Dữ liệu khí hậu của Tứ Dương, elevation 15 m (49 ft), (1991–2020 normals, extremes 1981–present) | Dữ liệu khí hậu của Tứ Dương, elevation 15 m (49 ft), (1991–2020 normals, extremes 1981–present) |
| Tháng                                                                                            | 1                                                                                                | 2                                                                                                | 3                                                                                                | 4                                                                                                | 5                                                                                                | 6                                                                                                | 7                                                                                                | 8                                                                                                | 9                                                                                                | 10                                                                                               | 11                                                                                               | 12                                                                                               | Năm                                                                                              |
| ------------------------------------------------------------------------------------------------ | ------------------------------------------------------------------------------------------------ | ------------------------------------------------------------------------------------------------ | ------------------------------------------------------------------------------------------------ | ------------------------------------------------------------------------------------------------ | ------------------------------------------------------------------------------------------------ | ------------------------------------------------------------------------------------------------ | ------------------------------------------------------------------------------------------------ | ------------------------------------------------------------------------------------------------ | ------------------------------------------------------------------------------------------------ | ------------------------------------------------------------------------------------------------ | ------------------------------------------------------------------------------------------------ | ------------------------------------------------------------------------------------------------ | ------------------------------------------------------------------------------------------------ |
| Cao kỉ lục °C (°F)                                                                               | 18.5 (65.3)                                                                                      | 25.4 (77.7)                                                                                      | 32.9 (91.2)                                                                                      | 32.6 (90.7)                                                                                      | 35.4 (95.7)                                                                                      | 36.9 (98.4)                                                                                      | 38.3 (100.9)                                                                                     | 37.2 (99.0)                                                                                      | 35.5 (95.9)                                                                                      | 32.9 (91.2)                                                                                      | 27.2 (81.0)                                                                                      | 20.1 (68.2)                                                                                      | 38.3 (100.9)                                                                                     |
| Trung bình ngày tối đa °C (°F)                                                                   | 5.9 (42.6)                                                                                       | 8.8 (47.8)                                                                                       | 14.2 (57.6)                                                                                      | 20.7 (69.3)                                                                                      | 25.8 (78.4)                                                                                      | 29.3 (84.7)                                                                                      | 31.3 (88.3)                                                                                      | 30.7 (87.3)                                                                                      | 27.0 (80.6)                                                                                      | 21.9 (71.4)                                                                                      | 15.0 (59.0)                                                                                      | 8.3 (46.9)                                                                                       | 19.9 (67.8)                                                                                      |
| Trung bình ngày °C (°F)                                                                          | 1.6 (34.9)                                                                                       | 4.2 (39.6)                                                                                       | 9.1 (48.4)                                                                                       | 15.4 (59.7)                                                                                      | 20.8 (69.4)                                                                                      | 24.7 (76.5)                                                                                      | 27.5 (81.5)                                                                                      | 26.8 (80.2)                                                                                      | 22.5 (72.5)                                                                                      | 16.9 (62.4)                                                                                      | 10.2 (50.4)                                                                                      | 3.8 (38.8)                                                                                       | 15.3 (59.5)                                                                                      |
| Tối thiểu trung bình ngày °C (°F)                                                                | −1.6 (29.1)                                                                                      | 0.6 (33.1)                                                                                       | 5.0 (41.0)                                                                                       | 10.7 (51.3)                                                                                      | 16.1 (61.0)                                                                                      | 20.7 (69.3)                                                                                      | 24.4 (75.9)                                                                                      | 23.8 (74.8)                                                                                      | 19.0 (66.2)                                                                                      | 12.9 (55.2)                                                                                      | 6.3 (43.3)                                                                                       | 0.3 (32.5)                                                                                       | 11.5 (52.7)                                                                                      |
| Thấp kỉ lục °C (°F)                                                                              | −13.5 (7.7)                                                                                      | −14.7 (5.5)                                                                                      | −6.6 (20.1)                                                                                      | −0.8 (30.6)                                                                                      | 5.4 (41.7)                                                                                       | 11.7 (53.1)                                                                                      | 18.4 (65.1)                                                                                      | 14.1 (57.4)                                                                                      | 9.7 (49.5)                                                                                       | 0.5 (32.9)                                                                                       | −5.8 (21.6)                                                                                      | −14.8 (5.4)                                                                                      | −14.8 (5.4)                                                                                      |
| Lượng Giáng thủy trung bình mm (inches)                                                          | 27.3 (1.07)                                                                                      | 29.9 (1.18)                                                                                      | 42.9 (1.69)                                                                                      | 47.4 (1.87)                                                                                      | 70.8 (2.79)                                                                                      | 140.7 (5.54)                                                                                     | 231.3 (9.11)                                                                                     | 176.6 (6.95)                                                                                     | 91.2 (3.59)                                                                                      | 44.3 (1.74)                                                                                      | 43.4 (1.71)                                                                                      | 22.2 (0.87)                                                                                      | 968 (38.11)                                                                                      |
| Số ngày giáng thủy trung bình (≥ 0.1 mm)                                                         | 5.7                                                                                              | 6.5                                                                                              | 7.2                                                                                              | 7.5                                                                                              | 8.0                                                                                              | 8.9                                                                                              | 13.4                                                                                             | 12.6                                                                                             | 8.1                                                                                              | 6.2                                                                                              | 6.4                                                                                              | 5.0                                                                                              | 95.5                                                                                             |
| Số ngày tuyết rơi trung bình                                                                     | 3.3                                                                                              | 2.6                                                                                              | 1.1                                                                                              | 0                                                                                                | 0                                                                                                | 0                                                                                                | 0                                                                                                | 0                                                                                                | 0                                                                                                | 0                                                                                                | 0.6                                                                                              | 1.2                                                                                              | 8.8                                                                                              |
| Độ ẩm tương đối trung bình (%)                                                                   | 68                                                                                               | 67                                                                                               | 65                                                                                               | 65                                                                                               | 69                                                                                               | 73                                                                                               | 81                                                                                               | 83                                                                                               | 78                                                                                               | 72                                                                                               | 71                                                                                               | 68                                                                                               | 72                                                                                               |
| Số giờ nắng trung bình tháng                                                                     | 141.8                                                                                            | 138.9                                                                                            | 175.9                                                                                            | 197.8                                                                                            | 204.0                                                                                            | 166.1                                                                                            | 168.7                                                                                            | 170.8                                                                                            | 167.9                                                                                            | 169.7                                                                                            | 146.8                                                                                            | 148.7                                                                                            | 1.997,1                                                                                          |
| Phần trăm nắng có thể                                                                            | 45                                                                                               | 44                                                                                               | 47                                                                                               | 51                                                                                               | 47                                                                                               | 39                                                                                               | 39                                                                                               | 42                                                                                               | 46                                                                                               | 49                                                                                               | 47                                                                                               | 48                                                                                               | 45                                                                                               |
| Nguồn: China Meteorological Administration                                                       |                                                                                                  |                                                                                                  |                                                                                                  |                                                                                                  |                                                                                                  |                                                                                                  |                                                                                                  |                                                                                                  |                                                                                                  |                                                                                                  |                                                                                                  |                                                                                                  |                                                                                                  |